# Сайбари, Исмаэль
Исмаэ́ль Сайбари́ бен эль Басра́ (исп. Ismael Saibari Ben El Basra; родился 18 июля 2001, Испания) — марокканский и испанский футболист, полузащитник клуба ПСВ и сборной Марокко.

## Футбольная карьера
Исмаэль родился в Испании, в семье марокканских родителей, однако в детстве переехал в Бельгию. Обучался футболу в командах «Виллеброк-Мерхоф», «Беерсхот», «Андерлехт» и «Гент». В 2020 году Сайбари подписал трёхлетний контракт с ПСВ. Сразу же был отправлен во вторую команду Йонг ПСВ, где дебютировал 29 августа в поединке против Эксельсиора, выйдя в стартовом составе и проведя на поле весь матч. 11 сентября в поединке против Йонг АЗ забил свой первый мяч в профессиональной карьере и до конца матча оформил хет-трик.
1 ноября 2020 года дебютировал в Эредивизи в поединке против АДО Ден Хааг, выйдя на замену на 88-й минуте вместо Марио Гётце.

## Достижения
ПСВ
- Чемпион Нидерландов: 2023/24, 2024/25
- Обладатель Кубка Нидерландов: 2022/23
- Обладатель Суперкубка Нидерландов (3): 2022, 2023, 2025